# Stonyx clelia
Stonyx clelia är en tvåvingeart som beskrevs av Osten Sacken 1886. Stonyx clelia ingår i släktet Stonyx och familjen svävflugor. Inga underarter finns listade i Catalogue of Life.